# Tajpan
Rod tajpanov (znanstveno ime Oxyuranus) združuje tri vrste strupenjač iz družine strupenih gožev (Elapidae), ki prebivajo v Avstraliji in na Novi Gvineji. Po nekaterih podatkih naj bi bili tajpani najbolj strupene kače na svetu.

## Telesne značilnosti
Tajpani so dokaj velike kače, saj odrasli primerki merijo od 78-226 cm v dolžino, s čimer so tudi največje kače v Avstraliji. Mlade kače merijo od 30-34 cm v dolžino. Imajo relativno vitko telo in veliko glavo pravokotne oblike, ki je jasno ločena od preostalega telesa. Na zgornjem delu glave imajo devet velikih in simetričnih lusk. Hrbtna stran je obarvana svetlo ali temno rjavo, rdečkastorjavo, bakreno ali olivno in je brez barvnih vzorcev, trebušna stran pa je belkasta, pri celinskih tajpanih rumena. Z izjemo celinskih tajpanov je glava svetlejša od preostalega telesa. Spol se po velikosti in barvi ne more razlikovati.

## Življenjski prostor in navade
Tajpani prebivajo v Avstraliji in ob jugovzhodni obali Nove Gvineje. Obalni tajpani naseljujejo vzhodna obalna območja do severa Avstralije, in sicer prebivajo v tropskih savanah in gozdovih, kjer znaša letna količina padavin nad 800 mm. Ostali dve vrsti sta omejeni na notranjost Avstralije s suhim polpuščavskim podnebjem, kjer znaša letna količina padavin pod 300 mm.
Pretežno so aktivni podnevi.

### Prehrana
Za razliko od drugih strupenjač v Avstraliji se tajpani hranijo izključno s toplokrvnimi (homeotermnimi) živali, kot so manjši glodavci in drugi sesalci ter ptiči. Tudi v ujetništvu so plazilci in dvoživke prezrte. Plen zaznajo z odličnim vohom in vidom. Najprej ga hitro ugriznejo, nato pa se umaknejo na varno in počakajo, da močan strup ubije ali vsaj onesposobi plen.

## Razmnoževanje
Vse vrste so oviparne. Samica izleže od 7 do 20 jajc v zapuščena živalska bivališča in globoke špranje v času od avgusta do novembra. Valjenje jajc poteka od septembra do marca.

## Strupenost
Glede na laboratorijske poskuse na miših, tj. srednji smrtni odmerek (LD50), so tajpani najbolj strupene kače na svetu, in sicer naj bi bil celinski tajpan prva najbolj strupena kača, O. scutellatus pa tretja, za rjavo kačo oz. rjavko (Pseudonaja textilis). Njihova strupenost torej ne odraža dejanskih človeških smrtnih žrtev: od leta 1990 so znani le štirje ugrizi celinskega tajpana, od tega pa sta dva človeka preživela zaradi hitre aplikacije protistrupa (antivenina). K majhnemu številu primerov prispeva tudi življenjski prostor obeh nevarnih vrst, saj prebivata v polpuščavskem okolju, kjer je poseljenost redka, v skladu s tem pa je možnost stika človeka s kačo zelo majhna.
Z evolucijskega vidika je njihova izjemna strupenost verjetno prilagoditev na lovljenje potencialno nevarnega plena.

### Toksin
Celinski tajpan povprečno izloči 80 mg strupnine v svojo žrtev, obalni tajpan pa okoli 260 mg.
 Srednji smrtni odmerek pri miših primeru podkožnega vnosa znaša 0,025 mg/kg pri celinskem tajpanu do 0,106 mg/kg pri obalnem tajpanu. Strupnina vsebuje številne proteaze, dejavnike, ki povzročajo strjevanje krvi v žilah (trombozo) ter močne nevrotoksine. Eden izmed nevrotoksinov je taikatoksin (TCX), ki blokira napetostno-odvisne kalijeve in kalcijeve kanalčke.

### Klinični znaki in simptomi
Zaradi relativno velike količine strupa in visoke strupenosti je za nezdravljeno žrtev smrtni izid neizogiben. Lokalni učinki se velikokrat ne izrazijo. Po ugrizu se značilno pojavita slabost in bruhanje, nato pa pride do ohromitve (paralize). Zaradi ohromitve dihalnih mišic se človek zaduši. Zaradi tega  je poleg protistrupa potrebno tudi umetno predihovanje (ventilacija).